# Dalcerídeos
Dalcerídeos (Dalceridae) é uma família de insectos da ordem Lepidoptera.

## Géneros
- Subfamília Acraginae
  - Acraga
  - Dalcerides
  - Zikanyrops
- Subfamília Dalcerinae
  - Ca
  - Dalcera
  - Dalcerina
  - Minacraga
  - Minacragides
  - Minonoa
  - Oroya
  - Paracraga